# Distretto di Hojambaz
Il distretto di Hojambaz è un distretto del Turkmenistan situato nella provincia di Lebap. Ha per capoluogo la città di Hojambaz.